# Stájmistr
Stájmistr (z německého Stallmeister, anglicky equerry, latinsky agaso) někdy také (královský či nejvyšší) podkoní (Oberstallmeister) je někdejší čestný titul pro osobu určenou pro chov koní u císařských a královských dvorů či na některých univerzitách. Stájmistr byl zodpovědný za správný chov koní.
Patronem stájmistrů, maštalířů, podkoních a čeledínů je sv. Marcel.

## Podobné funkce
- Královský podkoní (latinsky agaso) byl jedním z nejvyšších dvorních úředníků na středověkých a novověkých šlechtických a panovnických dvorech. Jeho úkolem byl dohled nad panskými koňskými stájemi. Měl na starosti čeledíny, kočí a jezdce. K povinnostem podkoních patří vyjížďky a vyhánění mladých koní, kontrola zdravotního stavu svěřených zvířat a celková péče o všechny koně v chovu.
- Štolba (též štolmistr) byl zodpovědný za konírnu
- Maštalíř (od německého výrazu Marstall) je funkce podobná stájmistovské. Maštalíř však měl na starosti provoz stájí v hřebčínech a dohled nad personálem a svěřenými koňmi.[2] Mezi jeho povinnosti patřilo krmení a napájení koní a čištění stájí (ubikací pro koně) a další jednoduché farmářské práce ve stáji.

Z této hodnosti se vyvinul významný úřad maršála.